# Apostolici Regiminis
Apostolici Regiminis è una bolla pontificia di papa Leone X pubblicata il 19 dicembre 1513, per promulgare il decreto dell'VIII sessione del Concilio Lateranense V relativo all'immortalità dell'anima umana.
La bolla (o decreto conciliare) inizia con l'espressione “Leo episcopus servus servorum dei ad perpetuam rei memoriam sacro approbante concilio”, ad indicare che con la sua bolla il papa promulga decisioni con l'approvazione del concilio.

## Contesto storico
Fin dal tardo Medioevo, le tesi di Aristotele circa la natura dell'anima umana e della sua immortalità erano state al centro di infuocate polemiche. Nel corso del Quattrocento, la questione si era ulteriormente aggravata. A partire dalla metà di quel secolo, la Curia romana della Chiesa Cattolica - al fine di frenare il moltiplicarsi dei dibattiti dottrinali - aveva promosso l'adozione nelle università e negli studi degli ordini religiosi di un nuovo modello di insegnamento: non più discussione di questioni e temi, ma commento di specifici testi. Nell'ambito delle arti (ossia delle discipline filosofiche), la scelta dei testi cui attenersi era caduta su Aristotele. Ciò portò nella seconda metà del secolo all'esplosione della questione averroista: conformemente all'interpretazione di Aristotele proposta da Averroè, sempre più docenti di discipline filosofiche ritenevano che l'anima umana fosse sì immortale, ma anche impersonale, unica per tutto il genere umano. Ciò comportava la negazione, sul piano filosofico, dell'immortalità dell'anima individuale umana e l'affermazione secondo la quale tale immortalità può essere affermata unicamente per fede.
Il vertice della Chiesa Cattolica reagì a questa situazione istituendo un'apposita commissione in seno al concilio Lateranense V. Dopo aspre discussioni tra i membri della commissione, viene approvato a stretta maggioranza il testo poi promulgato con la bolla “Apostolici Regiminis”. Questa bolla innanzi tutto condanna ogni dottrina che neghi l'immortalità dell'anima: la tesi dell'immortalità dell'anima, afferma la bolla, non è di natura puramente teologica; al contrario, essa ha valore anche filosofico, in quanto può essere conosciuta anche tramite la sola ragione umana. Ciò posto, la “Apostolici Regiminis” disapprova l'affermazione dell'esistenza di una doppia verità (quella filosofica e quella teologica), in quanto ogni affermazione contraria alla verità rivelata (ossia alla fede e alla teologia soprannaturale) è definita come falsa ed insostenibile. Di conseguenza, una proposizione filosofica, per essere vera, dev'essere conforme alla fede; dunque, se una proposizione è falsa in teologia soprannaturale, lo dev'essere anche in filosofia.
La bolla infine stabilisce l'obbligo, per i professori di filosofia, di confutare gli errori dei filosofi alla luce della Rivelazione e di studiare filosofia assieme alla teologia e al diritto canonico.
Pochissimi anni più tardi, la questione teoretica e politica posta dalla tesi di Pietro Pomponazzi sull'immortalità dell'anima (tesi non più averroista, bensì alessandrista: l'anima umana è personale, ma è comunque necessariamente legata al corpo) creerà una situazione nuova, non prevista dalla "Apostolici Regiminis". Nondimeno, questa bolla continuerà a essere invocata (ad esempio nella Ratio studiorum della Compagnia di Gesù) come punto di riferimento per dichiarare e giustificare la subordinazione dei docenti di filosofia alle istituzioni ecclesiastiche e ai teologi.